# NGC 69
NGC 69 és una galàxia lenticular localitzada a la constel·lació d'Andròmeda. És un membre del grup NGC 68. Va ser descoberta en 1855 per R. J. Mitchell, qui la va descriure com "extremadament feble, molt petita, rodona".